# Pogonomelomys
Pogonomelomys là một chi động vật có vú trong họ Muridae, bộ Gặm nhấm. Chi này được Rümmler miêu tả năm 1936. Loài điển hình của chi này là Melomys mayeri Rothschild and Dollman, 1932.

## Các loài
Chi này gồm các loài: